# Logan Cooke
Logan Edward Cooke (Columbia, 28 luglio 1995) è un giocatore di football americano statunitense che milita nel ruolo di punter per i Jacksonville Jaguars della National Football League (NFL).

## Carriera

### Jacksonville Jaguars
Cooke fu scelto nel corso del settimo giro (247º assoluto) del Draft NFL 2018 dai Jacksonville Jaguars. Debuttò nella vittoria del primo turno contro i New York Giants calciando 7 punt per 264 yard. Nella sua stagione da rookie calciò 87 punt per 3.872 yard a una media di 45,02.
Nel 2019 Cooke calciò 75 punt a una media di 46,76. Il 21 dicembre 2020 fu inserito nella lista dei positivi al COVID-19, tornando attivo il 31 dicembre. La sua stagione si chiuse con 56 punt calciati a una media di 47,66.
Il 20 marzo 2021 Cooke firmò un nuovo contratto quadriennale del valore di 12 milioni di dollari. Nel 2021 calciò 64 punt a una media di 47,28. Nel 2022 calciò 58 volte a una media di 49,34. Nel 2023 calciò 61 volte a una media di 47,43. Nel 2024 calciò 68 volte a una media di 49,4, terminando secondo nella lega con 44,8 yard nette per punt. Fu così convocato per il suo primo Pro Bowl e inserito nel Second-team All-Pro.

## Palmarès
- Convocazioni al Pro Bowl: 1

2024
- Second-team All-Pro: 1

2024